# 蒙福尔 (杜省)
蒙福尔（法語：Montfort，法語發音：[mɔ̃fɔʁ] ⓘ）是法国杜省的一个旧市镇，属于贝桑松区。2017年，蒙福尔与市镇潘维莱尔合并为新市镇勒瓦勒。

## 地理
蒙福尔（47°3'30"N, 5°54'3"E）面积2.8 平方千米，位于法国勃艮第-弗朗什-孔泰大區杜省，该省份为法国东部内陆省份，北起上索恩省，西接汝拉省，东部及东南部与瑞士接壤，东北部与贝尔福地区省接壤。
与蒙福尔接壤的市镇（或旧市镇、城区）包括：佩桑、巴尔特朗、布雷尔、埃谢、潘维莱尔、龙绍、桑松。

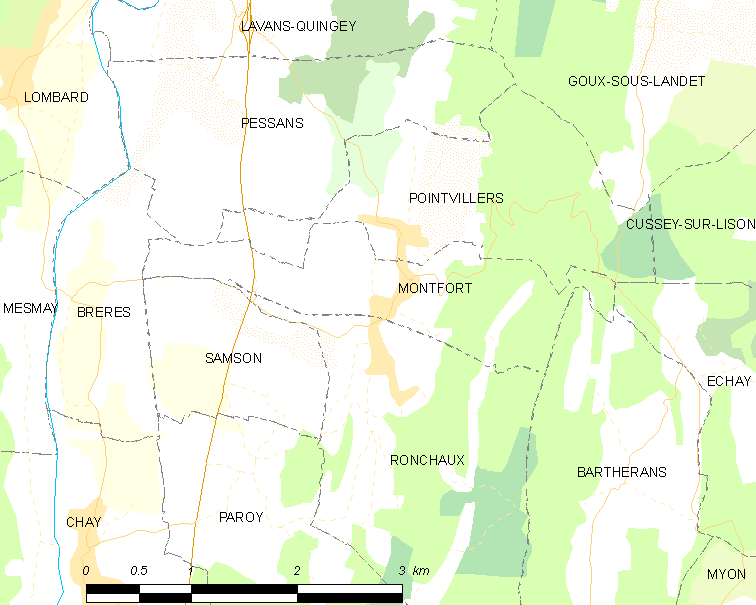
的OSM定位图

蒙福尔的时区为UTC+01:00、UTC+02:00（夏令时）。

## 行政
蒙福尔的邮政编码为25440，INSEE市镇编码为25399。

## 政治
蒙福尔所属的省级选区为圣维特县。

## 人口

1962-2008年间人口变化图示

蒙福尔于2014；1968年3月1日；1975年2月20日；1982年3月4日；1990年3月5日；1999年3月8日；2006年1月1日；2011年1月1日时的人口数量为95人。